# Craménil
Craménil là một [[xã của Pháp|xã]] thuộc tỉnh Orne trong vùng Normandie tây bắc nước Pháp. Xã này nằm ở khu vực có độ cao trung bình 174 mét trên mực nước biển.